# Cliffortia obcordata
Cliffortia obcordata är en rosväxtart som beskrevs av Carl von Linné d.y.. Cliffortia obcordata ingår i släktet Cliffortia och familjen rosväxter. Inga underarter finns listade i Catalogue of Life.